# Hur man lyckas i affärer utan att egentligen anstränga sig
Hur man lyckas i affärer utan att egentligen anstränga sig är en musikal av Abe Burrows, Jack Weinstock och Willie Gilbert med musik av Frank Loesser. Manuset är baserat på boken How to Succeed in Business Without Really Trying av Shepherd Mead. Den hade premiär 1961 på 46th Street Theatre (Broadway) i New York City med Robert Morse i huvudrollen.
Hur man lyckas i affärer... var en av de verkligt stora Broadway-musikalerna på 1960-talet. Musikalens huvudperson Pierpont Finch är en skojare, konformist, fähund, charmör och streber i grå kostym. Han börjar som fönsterputsare och slutar som direktör för ett stort företag. Finch är en ulv i fårakläder. Han genomskådar och utnyttjar cyniskt begrepp som lojalitet, vi-anda och trivsel på arbetsplatsen. Han är en sann karikatyr av moderna företagsledare som formas vid handelshögskolor och stora företag.
Hur man lyckas i affärer utan att egentligen anstränga sig är en frän samhällskritisk musikal. Den håller sig inte i samhällets utkanter, till periferin, utan i stället till den vardagliga värld och vardagliga dramatik vi alla upplever på kontor och andra arbetsplatser.
Musikalen blev vid sidan av My Fair Lady den största framgången i USA på 60-talet.
Föreställningen blev en dundersuccé på Oscarsteatern i Stockholm 1964–1966. Jarl Kulle spelade huvudrollen som Pierpont Finch, i övriga roller sågs bland annat Sigge Fürst, Christina Lindström, Anna Sundqvist, Fredrik Ohlsson, Axelle Axell, Bert-Åke Varg, Gösta Krantz, Börje Nyberg.
Även på Stora Teatern i Göteborg och Arbisteatern i Norrköping blev musikalen en stor framgång.
Efter att musikalen legat i glömska under många år tog Hasse Wallman upp den på Intiman 2004. Då hade manuset bearbetats för att passa in i 2000-talet och titeln hade ändrats till Hur man lyckas i business utan att bränna ut sig. I rollerna sågs bl.a. Jakob Stadell, Ulf Brunnberg och Nanne Grönvall.

## Sånger
- I Believe in You
- Coffee Break (Kafferast i den första svenska översättningen)

## Filmatisering
Musikalen filmatiserades 1967 med stora delar av den ursprungliga Broadwayensemblen i rollistan. Många av sångnumren utgick däremot i filmversionen.